# جوش بيتش
جوش بيتش (بالإنجليزية: Josh Beech)‏ هو موسيقي وكاتب أغاني وعارض بريطاني، ولد في 26 ديسمبر 1986 في لندن في المملكة المتحدة.

## وصلات خارجية
- الموقع الرسمي